# Río Huasahuasi
El río Huasahuasi es un río del distrito de Huasahuasi, provincia de Tarma, Departamento de Junín, baja desde las lagunas Torococha y Pucacocha, pasa por el centro de la capital homónima y termina su recorrido en el río Tarma.
En febrero de 2024 con las torrenciales lluvias causado y el Fenómeno del niño el caudal aumentó después de que la laguna Pucacocha se desbordara y causara el huaico por primera vez en el distrito de Huasahuasi, dejó la pérdida de cantidades de hectáreas agrícolas y y ganadería y centenares damnificados en la comunidad de Tiambra, la ciudad de Huasahuasi con varios puentes derribados y desbordado a las calles a la altura del multideportivo ubicado al final del Malecón Daniel Ramos también llegando hasta el estadio Héctor Chumpitaz y los colegios San Juan y San Martín de Porres.